# Muelas del Pan
Muelas del Pan – gmina w Hiszpanii, w prowincji Zamora, w Kastylii i León, o powierzchni 72,61 km². W 2011 roku gmina liczyła 747 mieszkańców.